# Zlatar
För andra betydelser, se Zlatar (olika betydelser).
Zlatar är en stad i norra Kroatien. Staden har 6 096 invånare (2011) och ligger i Krapina-Zagorjes län, i den historiska regionen  Zagorje, norr om den kroatiska huvudstaden Zagreb.

## Orter i kommunen
Zlatar utgör huvudorten i kommunen med samma namn. I kommunen finns förutom Zlatar följande 18 orter: Belec, Borkovec, Cetinovec, Donja Batina (del 1-216), Donja Selnica, Ervenik (Zlatardelen), Gornja Batina, Gornja Selnica, Juranšćina, Ladislavec, Martinšćina, Petruševec, Ratkovec, Repno, Šćrbinec, Vižanovec, Završje Belečko och Znož.

## Historia
Orten Zlatar omnämns för första gången under 1200-talet. I ett dokument utfärdat 1433 av den kroatisk-ungerske kungen Mattias I Corvinus framgår det att den ungerske adelsmannen Gregor Fodróczy tilldelats rättigheten att bedriva handel i staden. 1659 tilldelades den kroatiska greven Petar Keglević-Bužinski samma rättighet av den tysk-romerske kejsaren och tillika kungen av Kroatien Leopold I.  
Tack vare sitt gynnsamma läge i korsningen mellan flera viktiga handelsvägar samt sedan habsburgarna definitivt avvärjt det osmanska hotet kom staden att utvecklas under slutet av 1600-talet. 1699 lät prästen Nikola Šišinački flytta socknens centrum från Martinščina till Zlatar och orten växte därmed i betydelse.
1842 öppnades den första allmänna skolan i staden. Från 1870 till första världskrigets utbrott utgjorde staden ett starkt fäste för Rättspartiet som värnade om kroatiska intressen inom Österrike-Ungern.  

## Kommunikationer
Vid Zlatar finns anslutningsväg till motorvägen A2 som i nordlig riktning leder mot Macelj vid den kroatisk-slovenska gränsen och i sydlig riktning mot huvudstaden Zagreb.